# 马多克 (北达科他州)
马多克（英語：Maddock）是美国北达科他州下属的一座城市。根据2010年美国人口普查，该市有人口382人。2011年估计该市有人口385人，相对于2010年，增长率为0.79%。